# Roger César
Pour les articles homonymes, voir César.
Roger César, né le 14 mai 1938 à Lansargues, est un raseteur français, quatre fois vainqueur de la Cocarde d'or.

## Biographie

### Famille
Il est le beau-frère de Marc Soulier, également ancien raseteur.

### Carrière

#### Palmarès
- Cocarde d'or (Arles) : 1961, 1965, 1966, 1971[2]

### Retraite
Il est vice-président de l'Association des « anciens razeteurs ».